# Кукольный дом (театр)
Пензенский областной театр кукол «Кукольный дом» — государственное учреждение культуры областного значения, кукольный театр для детей дошкольного и школьного возраста, расположенный в г. Пензе. Спектакли кукольного театра пять раз удостаивались национальной театральной премии «Золотая Маска» в различных номинациях.

## История
Театр кукол в Пензе основан в 1942 году. Официально открыт в мае 1943 в лектории парка имени В. Г. Белинского. Организаторы театра — первый директор и художественный руководитель О. Н. Котельникова, артисты Н. И. Бартеньева, В. И. Елисеева, М. В. Клокачева, режиссёр М. С. Калакин, пианист А. П. Сергеев. После Великой Отечественной войны кукольный театр размещался на ул. Московской, 8, с залом на 150 мест, с 1961 был переведен в дом № 1 (бывший кинотеатр «Смена»), затем под названием «Орлёнок» располагался в старинном здании по ул. Московская, 17, а в 1991 разместился на ул. Чкалова, 35 (бывшее здание Первомайского райкома КПСС), где и находится в настоящее время.
Помимо стационарной работы, Пензенский театр кукол практикует проведение спектаклей в детских садах и школах различных населённых пунктов Пензенской области (участвует в акциях «Театр — селу» и т. п.).
30 октября 2011 года в пензенском театре кукол состоялась премьера спектакля для взрослых «Лекарь поневоле» по пьесе Мольера.
За последние 20 лет театр принимал участие во многих всероссийских и международных фестивалях в Нидерландах, Турции, Венгрии, Польше, Сербии.

## Награды и номинации
В 2003—2018 годах спектакли пензенского театра кукол «Кукольный дом» в общей сложности 22 раза номинировались на национальную театральную премию «Золотая Маска» в различных категориях и пять раз становились победителями — лауреатами этой премии.
| Награда       | Год  | Категория              | Награждённый/Номинированный                         | Результат |
| ------------- | ---- | ---------------------- | --------------------------------------------------- | --------- |
| Золотая маска | 2003 | Куклы/Работа художника | Константин Мельников (спектакль «Зимняя сказка»)    | Победа    |
| Золотая маска | 2003 | Куклы/Спектакль        | Спектакль «Зимняя сказка»                           | Номинация |
| Золотая маска | 2003 | Куклы/Работа режиссёра | Владимир Бирюков (спектакль «Зимняя сказка»)        | Номинация |
| Золотая маска | 2003 | Куклы/Работа актёра    | Марина Прошлакова (спектакль «Зимняя сказка»)       | Номинация |
| Золотая маска | 2003 | Куклы/Работа актёра    | Сергей Пахомов (спектакль «Зимняя сказка»)          | Номинация |
| Золотая маска | 2005 | Куклы/Спектакль        | Спектакль «Забытая сказка»                          | Номинация |
| Золотая маска | 2005 | Куклы/Работа режиссёра | Владимир Бирюков (спектакль «Забытая сказка»)       | Номинация |
| Золотая маска | 2005 | Куклы/Работа художника | Виктор Никоненко (спектакль «Забытая сказка»)       | Номинация |
| Золотая маска | 2010 | Куклы/Работа художника | Виктор Никоненко (спектакль «Мой друг Джинн»)       | Победа    |
| Золотая маска | 2010 | Куклы/Спектакль        | Спектакль «Мой друг Джинн»                          | Номинация |
| Золотая маска | 2010 | Куклы/Работа режиссёра | Владимир Бирюков (спектакль «Мой друг Джинн»)       | Номинация |
| Золотая маска | 2014 | Куклы/Спектакль        | Спектакль «Убить Кароля»                            | Победа    |
| Золотая маска | 2014 | Куклы/Работа художника | Виктор Никоненко (спектакль «Убить Кароля»)         | Победа    |
| Золотая маска | 2014 | Куклы/Работа режиссёра | Владимир Бирюков (спектакль «Убить Кароля»)         | Номинация |
| Золотая маска | 2014 | Куклы/Работа актёра    | Русланбек Джурабеков (спектакль «Убить Кароля»)     | Номинация |
| Золотая маска | 2014 | Куклы/Работа актёра    | Антон Некрасов (спектакль «Убить Кароля»)           | Номинация |
| Золотая маска | 2018 | Куклы/Работа режиссёра | Владимир Бирюков (спектакль «Попугай и веники»)     | Победа    |
| Золотая маска | 2018 | Куклы/Спектакль        | Спектакль «Попугай и веники»                        | Номинация |
| Золотая маска | 2018 | Куклы/Работа художника | Виктор Никоненко (спектакль «Попугай и веники»)     | Номинация |
| Золотая маска | 2018 | Куклы/Работа актёра    | Дмитрий Кинге (спектакль «Попугай и веники»)        | Номинация |
| Золотая маска | 2018 | Куклы/Работа актёра    | Русланбек Джурабеков (спектакль «Попугай и веники») | Номинация |

- В 1999 году спектакль Владимира Бирюкова «Русальская сказка» на международном фестивале в г. Бекешчаба (Венгрия) получил Гран-при.
- В 2002 году спектакль Владимира Бирюкова «Зимняя сказка» стал лауреатом первой премии международного фестиваля в г. Торунь (Польша)
- В 2008 году спектакль Владимира Бирюкова «Жили — Были..» стал Лауреатом IV Международного фестиваля театров кукол «Петрушка Великий» (г. Екатеринбург), в номинации — «Лучшая работа художника».
- В 2009 году спектакль Владимира Бирюкова «Забытая сказка» стал лауреатом XVI Международного фестиваля театров кукол (Сербия) в номинациях «Лучший режиссёр» и «Лучший актёрский ансамбль».
- В 2020 году спектакль «Самый лучший папа» стал победителем в номинации «Лучший спектакль театра кукол» на III международном большом детском фестивале[3].

|  |  |  |  |  |  |  |  |  |  |
|  |  |  |  |  |  |  |  |  |  |